# Deutscher Sportclub Arminia Bielefeld 2022-2023
Questa voce raccoglie le informazioni riguardanti il Deutscher Sportclub Arminia Bielefeld nelle competizioni ufficiali della stagione 2022-2023.

## Stagione
Nella stagione 2022-2023 l'Arminia Bielefeld, allenato da Ulrich Forte, Daniel Scherning e Uwe Koschinat, concluse il campionato di 2. Bundesliga al 16º posto, perse i play-out con il Wehen Wiesbaden e fu retrocesso in 3. Liga. In Coppa di Germania l'Arminia Bielefeld fu eliminato al secondo turno dallo Stoccarda.

## Rosa
| N. |                       | Ruolo | Calciatore         |
| -- | --------------------- | ----- | ------------------ |
| 2  | Germania (bandiera)   | D     | Lukas Klünter      |
| 3  | Portogallo (bandiera) | D     | Guilherme Ramos    |
| 4  | Germania (bandiera)   | D     | Frederik Jäkel     |
| 5  | Germania (bandiera)   | D     | Bastian Oczipka    |
| 6  | Germania (bandiera)   | D     | Oliver Hüsing      |
| 7  | Austria (bandiera)    | A     | Christian Gebauer  |
| 9  | Germania (bandiera)   | A     | Fabian Klos        |
| 10 | Francia (bandiera)    | A     | Bryan Lasme        |
| 11 | Giappone (bandiera)   | C     | Masaya Okugawa     |
| 13 | Croazia (bandiera)    | C     | Ivan Lepinjica     |
| 14 | Germania (bandiera)   | C     | Jomaine Consbruch  |
| 16 | Germania (bandiera)   | C     | Marc Rzatkowski    |
| 17 | Turchia (bandiera)    | C     | Burak İnce         |
| 18 | Germania (bandiera)   | A     | Christopher Schepp |

| N. |                        | Ruolo | Calciatore           |
| -- | ---------------------- | ----- | -------------------- |
| 19 | Austria (bandiera)     | C     | Manuel Prietl        |
| 20 | Canada (bandiera)      | A     | Theo Corbeanu        |
| 21 | Germania (bandiera)    | A     | Robin Hack           |
| 22 | Svizzera (bandiera)    | D     | Silvan Sidler        |
| 23 | Germania (bandiera)    | A     | Janni-Luca Serra     |
| 24 | Stati Uniti (bandiera) | D     | George Bello         |
| 29 | Germania (bandiera)    | A     | Henrik Koch          |
| 30 | Panama (bandiera)      | D     | Andrés Andrade       |
| 31 | Austria (bandiera)     | P     | Armin Gremsl         |
| 33 | Austria (bandiera)     | P     | Martin Fraisl        |
| 35 | Germania (bandiera)    | P     | Arne Schulz          |
| 37 | Austria (bandiera)     | C     | Benjamin Kanurić     |
| 39 | Grecia (bandiera)      | C     | Sebastian Vasiliadis |
| 40 | Germania (bandiera)    | P     | Nils Hahne           |

## Organigramma societario
Area tecnica
- Allenatore: Uwe Koschinat
- Allenatore in seconda: Danilo, Kai Hesse, Sebastian Hille
- Preparatore dei portieri: Marco Kostmann
- Preparatori atletici: Niklas Klasen, Björn Kadlubowski

## Calciomercato

### Sessione estiva
| Acquisti | Acquisti          | Acquisti               | Acquisti |
| R.       | Nome              | da                     | Modalità |
| -------- | ----------------- | ---------------------- | -------- |
| C        | Mateo Klimowicz   | Stoccarda              |          |
| P        | Martin Fraisl     | Schalke 04             |          |
| C        | Ivan Lepinjica    | Rijeka                 |          |
| D        | Lukas Klünter     | Hertha Berlino         |          |
| P        | Oscar Linnér      | GIF Sundsvall          |          |
| D        | Bastian Oczipka   | Union Berlino          |          |
| C        | Benjamin Kanurić  | Rapid Vienna           |          |
| C        | Marc Rzatkowski   | Schalke 04             |          |
| C        | Jomaine Consbruch | Eintracht Braunschweig |          |
| A        | Christian Gebauer | Ingolstadt 04          |          |
| D        | Oliver Hüsing     | Heidenheim             |          |
| D        | Frederik Jäkel    | Ostenda                |          |
| A        | Noel Niemann      | Hartberg               |          |
| D        | Silvan Sidler     | Lucerna                |          |

| Cessioni | Cessioni         | Cessioni               | Cessioni |
| R.       | Nome             | a                      | Modalità |
| -------- | ---------------- | ---------------------- | -------- |
| D        | Nathan de Medina | Eintracht Braunschweig |          |
| A        | Florian Krüger   | Groningen              |          |
| A        | Noel Niemann     | Osnabrück              |          |
| C        | Julian Frommann  | Sportfreunde Lotte     |          |
| C        | Vladislav Cherny | Sciaffusa              |          |
| D        | Jacob Laursen    | Standard Liegi         |          |
| D        | Cédric Brunner   | Schalke 04             |          |
| D        | Kenson Bauer     | Paderborn II           |          |
| C        | Fabian Kunze     | Hannover 96            |          |
| D        | Joakim Nilsson   | St. Louis City         |          |
| P        | Stefan Ortega    | Manchester City        |          |
| D        | Amos Pieper      | Werder Brema           |          |
| C        | Patrick Wimmer   | Wolfsburg              |          |

### Sessione invernale
| Acquisti | Acquisti           | Acquisti          | Acquisti |
| R.       | Nome               | da                | Modalità |
| -------- | ------------------ | ----------------- | -------- |
| P        | Armin Gremsl       | Altach            |          |
| A        | Theo Corbeanu      | Wolverhampton U23 |          |
| A        | Christopher Schepp | Blau-Weiß Lohne   |          |

| Cessioni | Cessioni        | Cessioni          | Cessioni |
| R.       | Nome            | a                 | Modalità |
| -------- | --------------- | ----------------- | -------- |
| P        | Stefanos Kapino | Miedź Legnica     |          |
| C        | Mateo Klimowicz | Atlético San Luis |          |

## Risultati

### 2. Bundesliga

#### Girone di andata
| Arbitro: | Bacher |

|                   |           |             |
| Kinsombi 11’, 63’ | Marcatori | 59’ Okugawa |

| Arbitro: | Willenborg |

|  |           |                                      |
|  | Marcatori | 45’ Gimber 56’ Thalhammer 90’ Gouras |

| Arbitro: | Jablonski |

|                        |           |           |
| Pröger 25’ Roßbach 85’ | Marcatori | 48’ Serra |

| Arbitro: | Fritz |

|  |           |                             |
|  | Marcatori | 28’ Königsdörffer 74’ Bénes |

| Arbitro: | Winter |

|                |           |          |
| Kleindienst 3’ | Marcatori | 10’ Hack |

| Arbitro: | Cortus |

|                                           |           |            |
| Lasme 30’ Hüsing 36’ Hack 39’ Okugawa 69’ | Marcatori | 58’ Pherai |

| Arbitro: | Schlager |

|         |           |          |
| Manu 8’ | Marcatori | 90’ Hack |

| Arbitro: | Sather |

|                |           |  |
| Tempelmann 90’ | Marcatori |  |

| Arbitro: | Aarnink |

|                                         |           |                         |
| Hack 1’ Serra 36’ Okugawa 48’ Lasme 85’ | Marcatori | 59’ Mühling 68’ Bartels |

| Arbitro: | Dankert |

|                                            |           |                 |
| Appelkamp 21’, 66’ Tanaka 47’ Oberdorf 76’ | Marcatori | 34’ (rig.) Hack |

| Arbitro: | Stieler |

|           |           |                              |
| Serra 52’ | Marcatori | 43’ Schleusener 54’ Wanitzek |

| Arbitro: | Jöllenbeck |

|                         |           |  |
| Teuchert 4’ Nielsen 86’ | Marcatori |  |

| Arbitro: | Cortus |

|                |           |  |
| Serra 76’, 84’ | Marcatori |  |

| Arbitro: | Brych |

|          |           |  |
| Sieb 30’ | Marcatori |  |

| Arbitro: | Alt |

|                      |           |                                   |
| Hack 60’, 73’ (rig.) | Marcatori | 54’ Klement 57’ Opoku 88’ Hanslik |

| Arbitro: | Thomsen |

|  |           |                          |
|  | Marcatori | 40’ Serra 45’ Vasiliadis |

| Arbitro: | Hempel |

|                                    |           |         |
| Consbruch 30’ Gebauer 65’ Hack 72’ | Marcatori | 73’ Itō |

#### Girone di ritorno
| Arbitro: | Winter |

|             |           |                          |
| Andrade 45’ | Marcatori | 13’ Kinsombi 33’ Esswein |

| Arbitro: | Waschitzki-Günther |

|           |           |                              |
| Elvedi 2’ | Marcatori | 14’ Vasiliadis 85’, 90’ Klos |

| Arbitro: | Bacher |

|  |           |           |
|  | Marcatori | 51’ Fröde |

| Arbitro: | Siebert |

|                    |           |             |
| Reis 26’ Jatta 57’ | Marcatori | 51’ Oczipka |

| Arbitro: | Lechner |

|  |           |              |
|  | Marcatori | 70’ Schimmer |

| Arbitro: | Aytekin |

|                          |           |                                      |
| Pherai 22’, 34’ Ujah 72’ | Marcatori | 6’ (aut.) Fejzić 11’ Lasme 20’ Ramos |

| Arbitro: | Brych |

|                                 |           |            |
| Prietl 72’ Kanurić 90’ Klos 90’ | Marcatori | 54’ Honsak |

| Arbitro: | Petersen |

|                     |           |                       |
| Okugawa 6’ Klos 23’ | Marcatori | 57’ Duah 90’ Shuranov |

| Arbitro: | Gerach |

|                               |           |                                |
| Skrzybski 32’ Friðjónsson 67’ | Marcatori | 11’ Jäkel 29’ Hack 55’ Okugawa |

| Arbitro: | Heft |

|                    |           |                     |
| Klos 19’ Lasme 84’ | Marcatori | 48’ Iyoha 60’ Klaus |

| Arbitro: | Sather |

|                                                |           |                          |
| Rapp 63’ Wanitzek 70’ (rig.), 83’ Kaufmann 75’ | Marcatori | 9’ (rig.) Hack 80’ Lasme |

| Arbitro: | Kampka |

|          |           |                                     |
| Klos 22’ | Marcatori | 14’, 42’ (rig.) Teuchert 55’ Schaub |

| Arbitro: | Burda |

|                         |           |               |
| Hartel 53’ Daschner 69’ | Marcatori | 73’ Consbruch |

| Arbitro: | Stieler |

|           |           |                   |
| Lasme 17’ | Marcatori | 26’ (rig.) Hrgota |

| Arbitro: | Thomsen |

|              |           |                         |
| Lobinger 88’ | Marcatori | 15’ Consbruch 90’ Serra |

| Arbitro: | Willenborg |

|                         |           |                          |
| Lasme 8’ Vasiliadis 36’ | Marcatori | 24’ Pieringer 58’ Conteh |

| Arbitro: | Dankert |

|                                         |           |  |
| Condé 38’, 51’ Atik 45’ (rig.) Ceka 67’ | Marcatori |  |

### Coppa di Germania
| Arbitro: | Haslberger |

|         |           |                                                            |
| Kap 54’ | Marcatori | 9’, 70’ Serra 24’, 50’ Klos 56’ Okugawa 86’ Lasme 90’ Hack |

| Arbitro: | Hartmann |

|                                                                |           |  |
| Stenzel 20’ Endō 24’ Pfeiffer 29’, 52’ Mvumpa 40’ Guirassy 67’ | Marcatori |  |

### Spareggio promozione-retrocessione
| Arbitro: | Brand |

|                                                 |           |  |
| Prtajin 6’ Wurtz 50’ Hollerbach 60’ Iredale 82’ | Marcatori |  |

| Arbitro: | Dingert |

|         |           |                     |
| Klos 4’ | Marcatori | 35’, 45’ Hollerbach |

## Statistiche

### Statistiche di squadra
| Competizione                       | Punti | In casa | In casa | In casa | In casa | In casa | In casa | In trasferta | In trasferta | In trasferta | In trasferta | In trasferta | In trasferta | Totale | Totale | Totale | Totale | Totale | Totale | DR  |
| Competizione                       | Punti | G       | V       | N       | P       | Gf      | Gs      | G            | V            | N            | P            | Gf           | Gs           | G      | V      | N      | P      | Gf     | Gs     | DR  |
| ---------------------------------- | ----- | ------- | ------- | ------- | ------- | ------- | ------- | ------------ | ------------ | ------------ | ------------ | ------------ | ------------ | ------ | ------ | ------ | ------ | ------ | ------ | --- |
| 2. Bundesliga                      | 34    | 17      | 5       | 4       | 8       | 28      | 29      | 17           | 4            | 3            | 10           | 22           | 33           | 34     | 9      | 7      | 18     | 50     | 62     | -12 |
| Spareggio promozione-retrocessione | -     | 1       | 0       | 0       | 1       | 1       | 2       | 1            | 0            | 0            | 1            | 0            | 4            | 2      | 0      | 0      | 2      | 1      | 6      | -5  |
| Coppa di Germania                  | -     | 0       | 0       | 0       | 0       | 0       | 0       | 2            | 1            | 0            | 1            | 7            | 7            | 2      | 1      | 0      | 1      | 7      | 7      | 0   |
| Totale                             | 34    | 18      | 5       | 4       | 9       | 29      | 31      | 20           | 5            | 3            | 12           | 29           | 44           | 38     | 10     | 7      | 21     | 58     | 75     | -17 |

### Andamento in campionato
| Giornata  | 1  | 2  | 3  | 4  | 5  | 6  | 7  | 8  | 9  | 10 | 11 | 12 | 13 | 14 | 15 | 16 | 17 | 18 | 19 | 20 | 21 | 22 | 23 | 24 | 25 | 26 | 27 | 28 | 29 | 30 | 31 | 32 | 33 | 34 |
| --------- | -- | -- | -- | -- | -- | -- | -- | -- | -- | -- | -- | -- | -- | -- | -- | -- | -- | -- | -- | -- | -- | -- | -- | -- | -- | -- | -- | -- | -- | -- | -- | -- | -- | -- |
| Luogo     | T  | C  | T  | C  | T  | C  | T  | T  | C  | T  | C  | T  | C  | T  | C  | T  | C  | C  | T  | C  | T  | C  | T  | C  | C  | T  | C  | T  | C  | T  | C  | T  | C  | T  |
| Risultato | P  | P  | P  | P  | N  | V  | N  | P  | V  | P  | P  | P  | V  | P  | P  | V  | V  | P  | V  | P  | P  | P  | N  | V  | N  | V  | N  | P  | P  | P  | N  | V  | N  | P  |
| Posizione | 12 | 16 | 17 | 17 | 17 | 15 | 15 | 16 | 14 | 18 | 18 | 18 | 17 | 18 | 18 | 18 | 16 | 17 | 13 | 16 | 16 | 16 | 16 | 15 | 15 | 14 | 14 | 15 | 15 | 16 | 16 | 16 | 16 | 16 |

Legenda:

Luogo: C = Casa; T = Trasferta. Risultato: V = Vittoria; N = Pareggio; P = Sconfitta.

### Statistiche dei giocatori
| Giocatore     | 2. Bundesliga | 2. Bundesliga | 2. Bundesliga | 2. Bundesliga | Spareggio | Spareggio | Spareggio   | Spareggio  | Coppa di Germania | Coppa di Germania | Coppa di Germania | Coppa di Germania | Totale   | Totale | Totale      | Totale     |
| Giocatore     | Presenze      | Reti          | Ammonizioni   | Espulsioni    | Presenze  | Reti      | Ammonizioni | Espulsioni | Presenze          | Reti              | Ammonizioni       | Espulsioni        | Presenze | Reti   | Ammonizioni | Espulsioni |
| ------------- | ------------- | ------------- | ------------- | ------------- | --------- | --------- | ----------- | ---------- | ----------------- | ----------------- | ----------------- | ----------------- | -------- | ------ | ----------- | ---------- |
| A. Andrade    | 26            | 1             | 4             | 0             | 2         | 0         | 0           | 0          | 1                 | 0                 | 0                 | 0                 | 29       | 1      | 4           | 0          |
| G. Bello      | 21            | 0             | 1             | 0             | 2         | 0         | 1           | 0          | 2                 | 0                 | 0                 | 0                 | 25       | 0      | 2           | 0          |
| J. Consbruch  | 21            | 3             | 5             | 0             | 1         | 0         | 0           | 0          | 2                 | 0                 | 0                 | 0                 | 24       | 3      | 5           | 0          |
| T. Corbeanu   | 13            | 0             | 1             | 0             | 2         | 0         | 0           | 0          | 0                 | 0                 | 0                 | 0                 | 15       | 0      | 1           | 0          |
| N. de Medina  | 1             | 0             | 0             | 0             | 0         | 0         | 0           | 0          | 0                 | 0                 | 0                 | 0                 | 1        | 0      | 0           | 0          |
| M. Fraisl     | 29            | 0             | 3             | 0             | 2         | 0         | 0           | 0          | 1                 | 0                 | 0                 | 0                 | 32       | 0      | 3           | 0          |
| C. Gebauer    | 17            | 1             | 0             | 0             | 1         | 0         | 0           | 0          | 1                 | 0                 | 0                 | 0                 | 19       | 1      | 0           | 0          |
| A. Gremsl     | 0             | 0             | 0             | 0             | 0         | 0         | 0           | 0          | 0                 | 0                 | 0                 | 0                 | 0        | 0      | 0           | 0          |
| R. Hack       | 33            | 10            | 6             | 0             | 2         | 0         | 0           | 0          | 2                 | 1                 | 0                 | 0                 | 37       | 11     | 6           | 0          |
| N. Hahne      | 0             | 0             | 0             | 0             | 0         | 0         | 0           | 0          | 0                 | 0                 | 0                 | 0                 | 0        | 0      | 0           | 0          |
| O. Hüsing     | 21            | 1             | 2             | 0             | 1         | 0         | 0           | 0          | 2                 | 0                 | 0                 | 0                 | 24       | 1      | 2           | 0          |
| F. Jäkel      | 25            | 1             | 0             | 1             | 2         | 0         | 0           | 0          | 0                 | 0                 | 0                 | 0                 | 27       | 1      | 0           | 1          |
| B. Kanurić    | 10            | 1             | 1             | 0             | 1         | 0         | 1           | 0          | 1                 | 0                 | 0                 | 0                 | 12       | 1      | 2           | 0          |
| S. Kapino     | 5             | 0             | 1             | 0             | 0         | 0         | 0           | 0          | 1                 | 0                 | 0                 | 0                 | 6        | 0      | 1           | 0          |
| M. Klimowicz  | 5             | 0             | 0             | 0             | 0         | 0         | 0           | 0          | 1                 | 0                 | 0                 | 0                 | 6        | 0      | 0           | 0          |
| F. Klos       | 28            | 6             | 4             | 0             | 2         | 1         | 0           | 0          | 1                 | 2                 | 0                 | 0                 | 31       | 9      | 4           | 0          |
| L. Klünter    | 23            | 0             | 3             | 1             | 0         | 0         | 0           | 0          | 0                 | 0                 | 0                 | 0                 | 23       | 0      | 3           | 1          |
| H. Koch       | 0             | 0             | 0             | 0             | 1         | 0         | 0           | 0          | 0                 | 0                 | 0                 | 0                 | 1        | 0      | 0           | 0          |
| F. Krüger     | 4             | 0             | 0             | 0             | 0         | 0         | 0           | 0          | 1                 | 0                 | 0                 | 0                 | 5        | 0      | 0           | 0          |
| B. Lasme      | 32            | 7             | 3             | 1             | 2         | 0         | 0           | 0          | 2                 | 1                 | 0                 | 0                 | 36       | 8      | 3           | 1          |
| J. Laursen    | 1             | 0             | 0             | 0             | 0         | 0         | 0           | 0          | 0                 | 0                 | 0                 | 0                 | 1        | 0      | 0           | 0          |
| I. Lepinjica  | 22            | 0             | 8             | 0             | 2         | 0         | 0           | 0          | 1                 | 0                 | 0                 | 0                 | 25       | 0      | 8           | 0          |
| N. Niemann    | 1             | 0             | 0             | 0             | 0         | 0         | 0           | 0          | 0                 | 0                 | 0                 | 0                 | 1        | 0      | 0           | 0          |
| B. Oczipka    | 30            | 1             | 4             | 0             | 1         | 0         | 0           | 0          | 1                 | 0                 | 0                 | 0                 | 32       | 1      | 4           | 0          |
| M. Okugawa    | 30            | 5             | 2             | 0             | 0         | 0         | 0           | 0          | 2                 | 1                 | 0                 | 0                 | 32       | 6      | 2           | 0          |
| M. Prietl     | 22            | 1             | 2             | 0             | 2         | 0         | 0           | 0          | 1                 | 0                 | 1                 | 0                 | 25       | 1      | 3           | 0          |
| G. Ramos      | 23            | 1             | 6             | 0             | 0         | 0         | 0           | 0          | 2                 | 0                 | 0                 | 0                 | 25       | 1      | 6           | 0          |
| M. Rzatkowski | 24            | 0             | 5             | 0             | 1         | 0         | 0           | 0          | 2                 | 0                 | 0                 | 0                 | 27       | 0      | 5           | 0          |
| C. Schepp     | 0             | 0             | 0             | 0             | 0         | 0         | 0           | 0          | 0                 | 0                 | 0                 | 0                 | 0        | 0      | 0           | 0          |
| A. Schulz     | 0             | 0             | 0             | 0             | 0         | 0         | 0           | 0          | 0                 | 0                 | 0                 | 0                 | 0        | 0      | 0           | 0          |
| J. Serra      | 30            | 7             | 0             | 0             | 1         | 0         | 0           | 0          | 2                 | 2                 | 1                 | 0                 | 33       | 9      | 1           | 0          |
| S. Sidler     | 9             | 0             | 0             | 1             | 1         | 0         | 1           | 0          | 2                 | 0                 | 0                 | 0                 | 12       | 0      | 1           | 1          |
| S. Vasiliadis | 29            | 3             | 7             | 0             | 2         | 0         | 0           | 0          | 0                 | 0                 | 0                 | 0                 | 31       | 3      | 7           | 0          |
| B. İnce       | 2             | 0             | 0             | 0             | 0         | 0         | 0           | 0          | 1                 | 0                 | 0                 | 0                 | 3        | 0      | 0           | 0          |